# Oberkommando der Luftwaffe
Het Oberkommando der Luftwaffe of OKL was een onderdeel van het Reichsluftfahrtministerium (RLM) dat het operationele bevel voerde over de Duitse luchtmacht (Luftwaffe) vanaf 1 april 1934 tot de Duitse overgave in mei 1945. Het OKL legde in theorie verantwoording af aan het Oberkommando der Wehrmacht (OKW).

## Achtergrond
Vanaf haar oprichting in 1934 stond de Luftwaffe onder bevel van het OKL. De bevelhebber van het OKL was de Oberbefehlshaber der Luftwaffe. Het OKL was een onderdeel van het Reichsluftfahrtministerium (RLM) dat werd geleid door Hermann Göring in de functie van Reichsminister der Luftfahrt. Het RLM bestond enerzijds uit het OKL en anderzijds het bureau van de Reichsminister der Luftfahrt. Het laatste bureau was verantwoordelijk voor ministeriële zaken, langetermijnplanning, het uitgeven van standaard voorschriften en technische specificaties, financiële controle, burgerluchtvaart en tot in 1944 ook de vliegtuigproductie.
In de aanloop naar en gedurende de Tweede Wereldoorlog onderging het OKL een aantal veranderingen op organisatorisch vlak. De operationele leiding werd ondergebracht in een afdeling genaamd "Robinson" waarin de Oberbefehlshaber der Luftwaffe (Hermann Göring), de Chef des Generalstabes der Luftwaffe, de Chef der Luftwaffenführunsstabes en de trainingsonderdelen zetelden. Alle andere afdelingen van het OKL werden ondergebracht in het onderdeel genaamd "Kurfurst", dat ook ondergeschikt was aan Hermann Göring. De operationele orders werden direct vanuit Robinson naar de commandanten van de Luftflotten doorgestuurd. Vanaf de oprichting van de Luftwaffe in 1934 werd zij onderverdeeld in operationele commando's die opereerden onder de schuilnaam Gehobenes Luftamt. Op 1 april 1934 werd de Luftwaffe operationeel, doch onder een verdoken vorm, met zes Gehobenes Luftamt. Vanaf 31 maart 1935 werden deze omgezet in zes Luftkreis-Kommandos. Op 1 oktober 1937 werd nog een zevende Luftkreis-Kommando toegevoegd. Tot 12 oktober 1937 werden de Luftkreis-Kommandos aangeduid met een Romeins cijfer en daarna met een gewoon cijfer. Op 4 februari 1938 werd de indeling volgens Luftkreis-Kommando opgeheven en ingedeeld in een drie Luftwaffengruppenkommandos en drie onafhankelijke Luftwaffenkommandos. Deze organisatie bleef bestaan tot kort voor het uitbreken van de Tweede Wereldoorlog.

## Bevelhebbend OKL

### Oberbefehlshaber der Luftwaffe (OBdL)
Een overzicht van de Bevelhebbers van de Luftwaffe (Oberbefehlshaber der Luftwaffe of OBdL):
| Bevelhebber van het Oberkommando der Luftwaffe | Bevelhebber van het Oberkommando der Luftwaffe    | Ambtstermijn  | Ambtstermijn  |
| ---------------------------------------------- | ------------------------------------------------- | ------------- | ------------- |
| Hermann Göring                                 | Reichsmarschall Hermann Göring (1893–1946)        | 1 maart 1935  | 23 april 1945 |
| Robert von Greim                               | Generalfeldmarschall Robert von Greim (1892–1945) | 25 april 1945 | 8 mei 1945    |

### Generalstab der Luftwaffe (GSdL)
Een overzicht van de Generale staf van de Luftwaffe. De operationele planning werd uitgevoerd door de Generalstab der Luftwaffe en de aan haar ondergeschikte Luftwaffenführungsstab.
| Chef van het Oberkommando der Luftwaffe | Chef van het Oberkommando der Luftwaffe                  | Ambtstermijn    | Ambtstermijn     |
| --------------------------------------- | -------------------------------------------------------- | --------------- | ---------------- |
| Walther Wever                           | Generaal der Vliegeniers Walther Wever (1887–1936)       | 1 maart 1935    | 3 juni 1936      |
| Albert Kesselring                       | Generaal der Vliegeniers Albert Kesselring (1885–1960)   | 5 juni 1936     | 1 juni 1937      |
| Hans-Jürgen Stumpff                     | Generaal der Vliegeniers Hans-Jürgen Stumpff (1889–1968) | 1 juni 1937     | 1 februari 1939  |
| Hans Jeschonnek                         | Generaloberst Hans Jeschonnek (1899–1943)                | 1 februari 1939 | 18 augustus 1943 |
| Günther Korten                          | Generaal der Vliegeniers Günther Korten (1898–1944)      | 25 august 1943  | 22 juli 1944     |
| Werner Kreipe                           | Generaal der Vliegeniers Werner Kreipe (1904–1967)       | 1 augustus 1944 | 28 oktober 1944  |
|                                         | Generaal der Vliegeniers Karl Koller (1898–1951)         | 1 november 1944 | 8 mei 1945       |
| Hans-Jürgen Stumpff                     | Generaloberst Hans-Jürgen Stumpff (1889–1968)            | 8 mei 1945      | 23 mei 1945      |

### Chef des Luftwaffenführungsstabes
De Luftwaffenführungsstab was ondergeschikt aan de Generalstab der Luftwaffe en was samen met de Generale staf mee betrokken in het plannen van de militaire operaties.
- 1934 tot voorjaar 1936, General der Flieger Bernhard Kühl,
- voorjaar 1936 tot april 1937, General der Flieger Wilhelm Mayer,
- april 1937 tot september 1937, General der Flieger Paul Deichmann,
- september 1937 tot 28 februari 1939, General der Flieger Bernhard Kühl,
- 01 maart 1939 tot 10 april 1942, General der Flieger Otto Hoffmann von Waldau,
- 10 april 1942 tot maart 1943, Generaloberst Hans Jeschonnek.
- maart 1943 tot oktober 1943, General der Flieger Rudolf Meister,
- oktober 1943 tot augustus 1944, General der Flieger Karl Koller,
- augustus 1944 tot 12 april 1945, General der Flieger Eckhardt Christian,
- 12 april 1945 tot 8 mei 1945, General der Flieger Karl Heinz Schulz.